# Sharjah

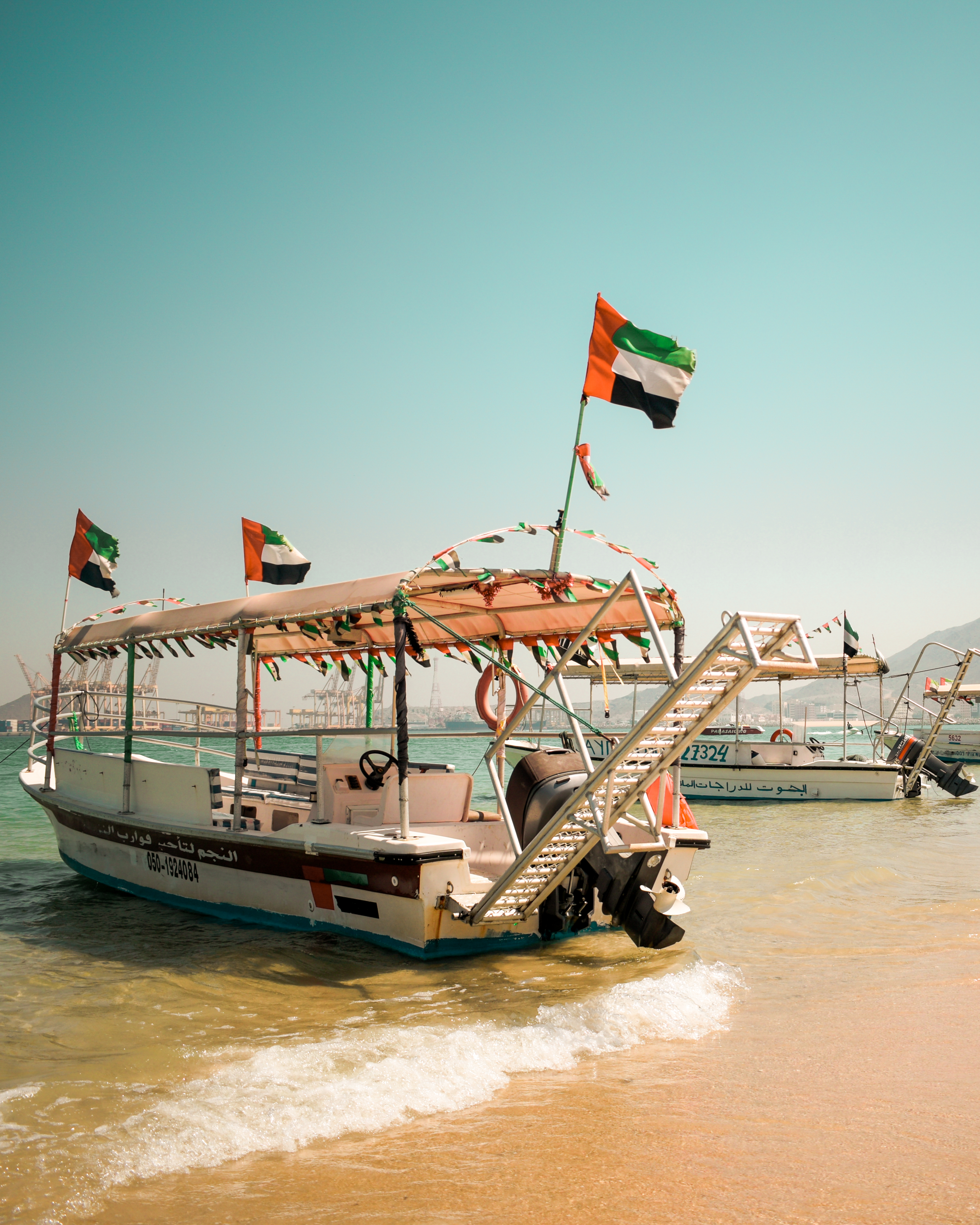
Khorfakkan

Sharjah (phiên âm: Sa-gia; tiếng Ả Rập: الشارقة aš-Šāriqah; tiếng Ả Rập vùng Vịnh: aš-šārja) là thủ đô của tiểu vương quốc Sharjah, đồng thời là thành phố đông dân thứ ba tại Các Tiểu vương quốc Ả Rập Thống nhất (UAE), tạo thành một phần của khu đô thị Dubai-Sharjah-Ajman. Nó cũng từng là thủ đô của Các Quốc gia Đình chiến, tiền thân của UAE ngày nay. Thành phố nằm dọc theo bờ biển phía nam của Vịnh Ba Tư trên Bán đảo Ả Rập.
Thành phố này là một trung tâm văn hóa và công nghiệp và một mình đóng góp 7,4% GDP của Các Tiểu vương quốc Ả Rập Thống nhất. Thành phố có diện tích xấp xỉ 235 km² và có dân số hơn 800.000 người (2008). Việc bán hoặc tiêu thụ đồ uống có cồn bị cấm ở tiểu vương quốc Sharjah. Điều này đã giúp Sharjah tăng số lượng khách du lịch Hồi giáo đến thăm đất nước này. Sharjah đã được chính thức đặt tên là một thành phố lành mạnh của WHO. Phiên bản 2016 của QS Thành phố Tốt nhất cho Sinh viên đã xếp Sharjah là thành phố tốt thứ 68 trên thế giới để cho sinh viên đại học. Sharjah được coi là thủ đô văn hóa của UAE, và là thủ đô văn hóa Hồi giáo năm 2014.

## Tổng quan
Thủ đô của Tiểu vương quốc Sharjah là thành phố lớn thứ ba tại Các Tiểu vương quốc Ả Rập Thống nhất sau Dubai và Abu Dhabi. Cung điện của người cai trị Tiểu vương quốc Sharjah, Hoàng thân, Tiến sĩ Sultan bin Muhammad Al-Qasimi nằm phía đông nam của thành phố khoảng 20 kilômét.
Thành phố Sharjah nhìn ra Vịnh Ba Tư và có dân số` hơn 800.000 người (2008). Nó gồm các trung tâm hành chính và thương mại cùng với một loạt các dự án văn hóa và truyền thống, bao gồm một số bảo tàng bao gồm các lĩnh vực như khảo cổ học, lịch sử tự nhiên, khoa học, nghệ thuật, di sản, nghệ thuật và văn hóa Hồi giáo. Các địa danh nổi bật bao gồm hai ngôi chợ (souk) lớn phản ánh thiết kế Hồi giáo và một số khu vực giải trí và công viên công cộng như công viên giải trí Al Montazah và Al Buheirah Corniche. Thành phố cũng đáng chú ý với nhiều nhà thờ Hồi giáo thanh lịch.

## Vị trí
Thành phố Sharjah nằm trên bờ biển Vịnh Ba Tư của Các Tiểu vương quốc Ả Rập Thống nhất. Giáp với Dubai ở phía nam, Ajman và Umm Al Quwain ở phía bắc và Ras Al Khaimah ở phía đông. Đây là tiểu vương quốc duy nhất nhìn ra bờ biển trên Vịnh Ba Tư ở phía tây và Vịnh Oman (Ấn Độ Dương) ở phía Đông, với các thị trấn ven biển phía đông Sharjah như Kalba và Khor Fakkan.

## Từ nguyên
Sultan Al Omaimi, một nhà thơ và nhà nghiên cứu của UAE trong văn học dân gian, một số nhà sử học suy đoán rằng Sharjah là tên của một thần tượng được tôn thờ trong thời kỳ tiền Hồi giáo được gọi là Abed Al Shareq.

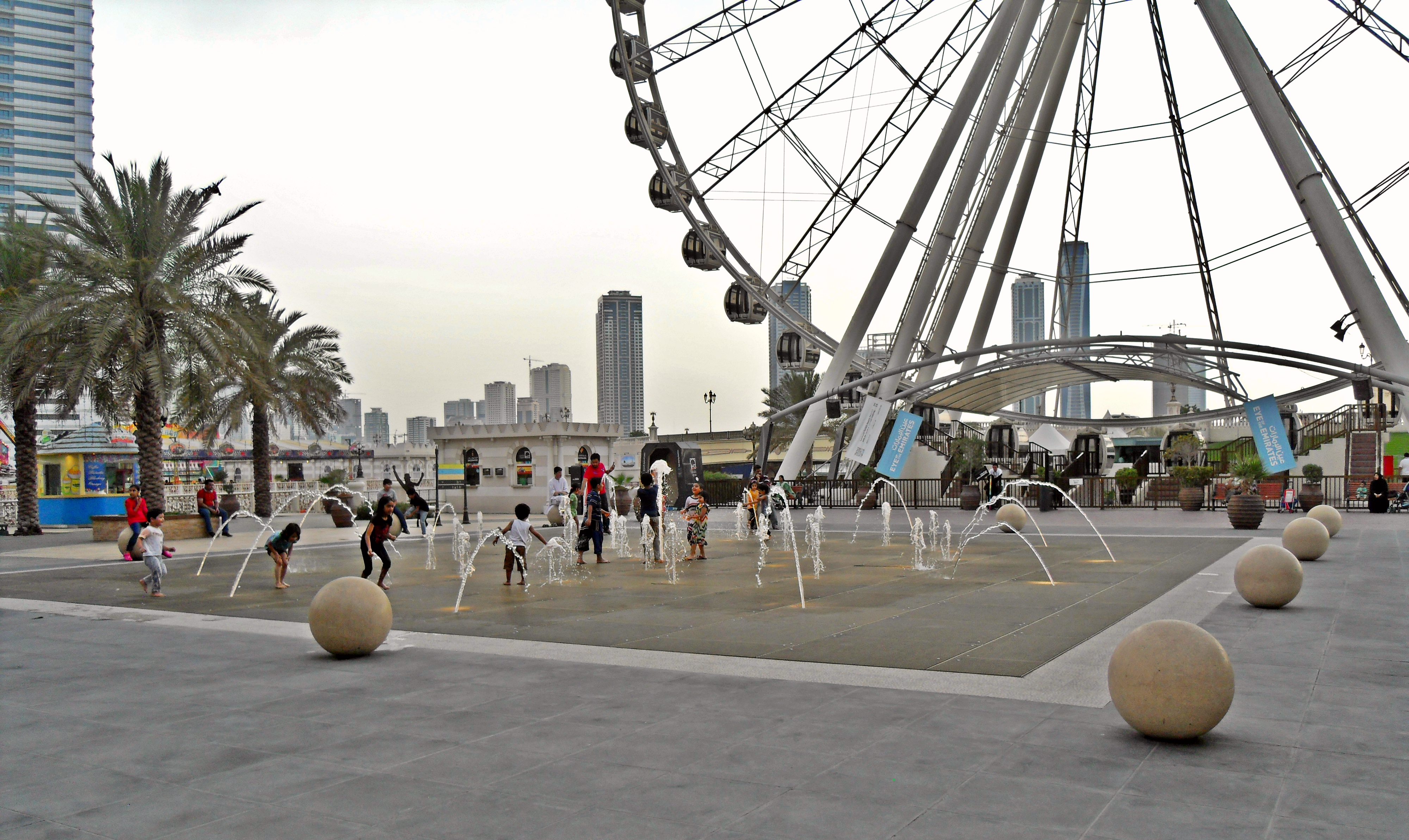
Eye of the Emirates, vòng đu quay cao 60 mét (200 ft) tại Al Qasba

## Lịch sử
Sharjah trong lịch sử là một trong những thị trấn giàu có nhất trong khu vực này với sự định cư tồn tại hơn 5000 năm. Vào đầu thế kỷ 18, bộ tộc Qawasim (bộ lạc Huwayla) đã thành lập tại Sharjah, c.1727 tuyên bố Sharjah độc lập. Vào ngày 8 tháng 1 năm 1820, Sheikh Sultan I đã ký Hiệp ước Hàng hải chung với Anh, chấp nhận một quốc gia bảo hộ để ngăn chặn quân Thổ Nhĩ Kỳ Ottoman. Giống như bốn người hàng xóm của nó, Ajman, Dubai, Ras Al Khaimah và Umm Al Quwain, vị trí của nó trên tuyến đến Ấn Độ khiến nó đủ quan trọng để được công nhận là một quốc gia.
Bước sang thế kỷ 20, Sharjah mở rộng vào đất liền đến khu vực hiện được gọi là vùng ngoại ô Wasit, khu vực giữa thành phố và Dhaid nằm dưới sự kiểm soát của các bộ lạc nội địa. Với khoảng 15.000 cư dân, Sharjah có khoảng 4 hoặc 5 cửa hàng ở Layyah và một khu chợ gồm khoảng 200 gian ở Sharjah.

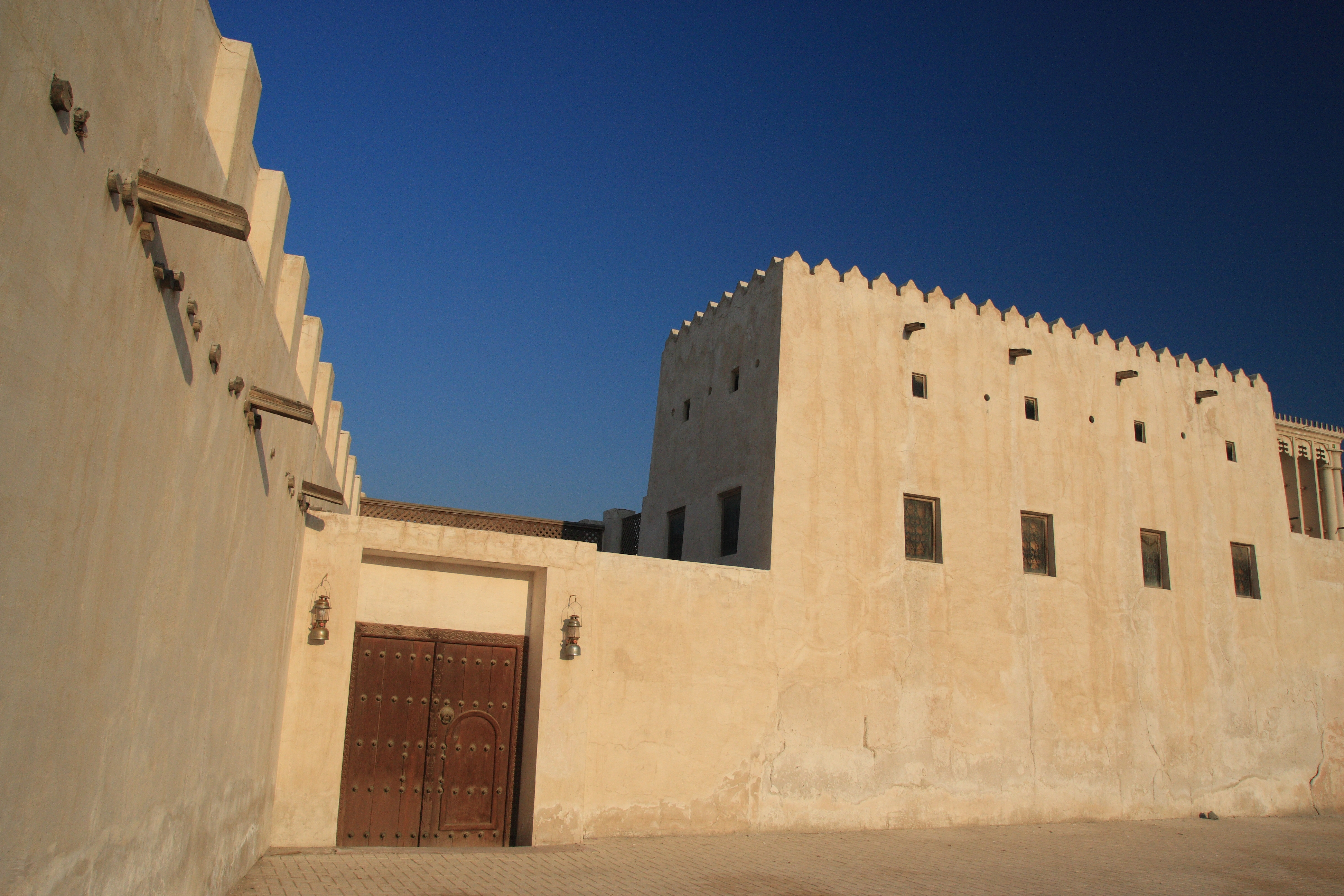
Khu di tích Sharjah.

Vào đỉnh điểm của Thế chiến II, tuyên truyền của Đức Quốc xã đã thâm nhập vào thị trấn. Có thể nghe thấy những bài phát biểu ủng hộ Hitler phát ra từ cung điện của Vương quốc Hồi giáo trong khoảng thời gian năm 1940.
Vào ngày 2 tháng 12 năm 1971, Sharjah, cùng với Abu Dhabi, Dubai, Ajman, Umm Al Quwain và Fujairah tham gia Đạo luật Liên minh để thành lập Các Tiểu vương quốc Ả Rập Thống nhất. Tiểu vương quốc thứ bảy, Ras Al Khaimah, gia nhập UAE vào ngày 10 tháng 2 năm 1972.
Giống như các quốc gia trước đây khác, tên của Sharjah được nhiều nhà sưu tập tem biết đến vì số lượng lớn tem được phát hành bởi Bưu điện Sharjah ngay trước khi thành lập Các Tiểu vương quốc Ả Rập Thống nhất, trở thành một phần của lớp tem gần như vô giá trị được các nhà sưu tập ưa chuộng. Nhiều mặt hàng trong số này có các chủ đề không liên quan đến các tiểu vương quốc có tên họ, và do đó nhiều danh mục phổ biến không liệt kê chúng.

## Điểm nhấn

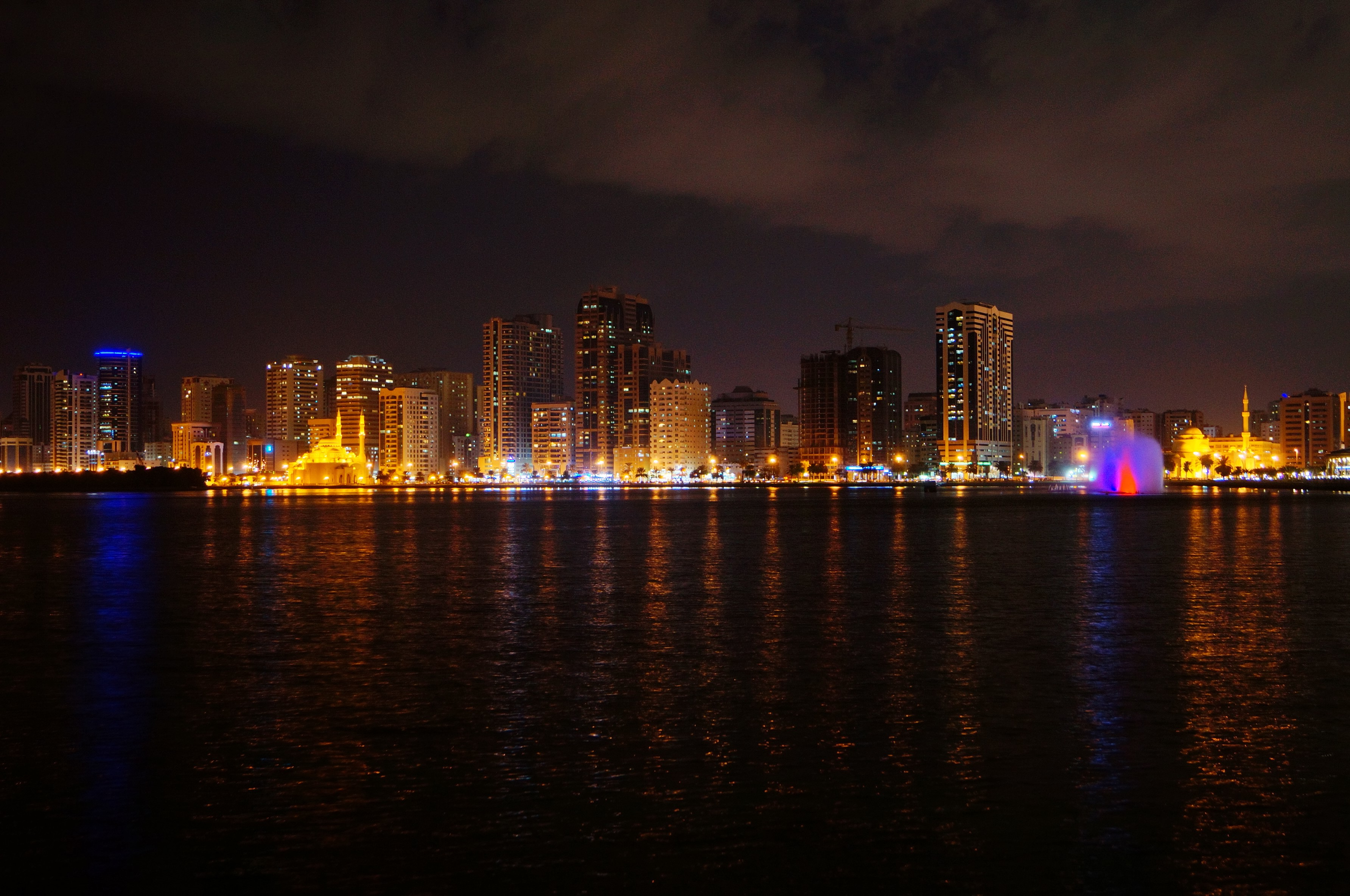
Toàn cảnh Sharjah.

### Khorfakkan
Là một thị trấn nằm dọc theo Vịnh Oman trên bờ biển phía đông của Các Tiểu vương quốc Ả Rập Thống nhất (UAE). Thị trấn, lớn thứ hai trên bờ biển phía đông sau Fujairah, nằm trên vịnh Khorfakkan đẹp như tranh vẽ, có nghĩa là "Lạch hai hàm". Khorfakkan thuộc Tiểu vương quốc Sharjah nhưng được bao quanh về mặt địa lý bởi tiểu vương quốc Fujairah. Đây là địa điểm của Cảng container Khorfakkan, cảng nước sâu tự nhiên duy nhất trong khu vực và là một trong những cảng container lớn ở tiểu vương quốc.

### Quảng trường Rolla
Được đặt theo tên của cây đa từng đứng ở quảng trường và điều đó đã truyền cảm hứng cho tác phẩm điêu khắc hiện đang ở trung tâm của công viên, Quảng trường Rolla là một địa điểm phổ biến cho công nhân đi dạo trong những ngày cuối tuần.

### Al Hisn Sharjah
Pháo đài Sharjah đã bị phá hủy vào những năm 1970 nhưng được xây dựng lại và ngày nay là một bảo tàng.

### Bùng binh 'Smile You're In Sharjah'
Nằm giữa Blue Souq và chợ cá, gần Tháp ngân hàng công đoàn, Smile You're In Sharjah được khắc trên bùng binh.

### Chợ vàng
Souq Al Markazi, hay Chợ vàng, là một địa điểm du lịch nổi tiếng và bao gồm một khu chợ (souk) vàng, chợ quần áo và các cửa hàng đồ cổ và đồ trang sức. Ngoài ra nó cũng có các thiết bị điện tử...

### Pháo đài Mahattah
Pháo đài được xây dựng để chứa khách du lịch trên tuyến đường Imperial Empire Eastern Empire và là địa điểm của sân bay Sharjah cho đến năm 1977. Hiện tại nó là một bảo tàng hàng không.

### Khu di sản
Heart of Sharjah có một số phòng trưng bày và các bảo tàng bao gồm bảo tàng di sản mang đến cái nhìn sâu sắc về truyền thống văn hóa của quá khứ. Khu vực này cũng là nhà của Souk Al Arsa truyền thống, một khu chợ với một loạt các mặt hàng để bán bao gồm đồ cổ và văn phòng của Trung tâm Truyền thông Văn hóa Sharjah nơi bạn có thể biết thông tin về các điểm tham quan Sharjah.

### Bảo tàng di sản Sharjah
Bảo tàng Di sản Sharjah nằm gần Al Naboodah nằm đối diện với Soouq Al Arsah. Đây là một ngôi nhà hai tầng. Có rất nhiều phòng có trưng bày đồ nội thất truyền thống cùng với các vật dụng gia đình. Hơn nữa, cũng có cung cấp trang phục trẻ em, trò chơi và thậm chí cả đồ trang sức.

### Vườn quốc gia Sharjah
Công viên quốc gia Sharjah có diện tích gần 270 nghìn feet vuông.

### Thủy cung Sharjah
Nằm ở Al Layyeh, thủy cung Sharjah có hơn 250 loài. Du khách có thể đắm mình vào thế giới dưới đáy biển đầy màu sắc, đa dạng và phong phú, nơi sinh sống của nhiều loại sinh vật biển.

### Đảo Al Noor
Đảo Al Noor nằm trong đầm Khalid và có diện tích 45.470 mét vuông. Dự án có tính năng nghệ thuật và ánh sáng, bao gồm màn hình 'OVO' và 'Torus'.

### Trung tâm động vật hoang dã Ả Rập
Trung tâm Động vật hoang dã Ả Rập mở cửa năm 1999 và là nơi sinh sống của hơn 100 loài động vật. Nằm ở một vị trí thuận tiện, trung tâm này khá gần với sân bay quốc tế Sharjah. Mặc dù điều kiện nóng và khô ở hầu hết các nước Ả Rập, có một số loài động vật có vú đã thích nghi với các điều kiện này.

### Bờ sông Al Majaz
Al Majaz Waterfront là một kết quả của việc mở rộng của công viên hiện có để nâng cao nó thành một khu giải trí thân thiện với gia đình, một địa điểm bên bờ sông Sharjah với đài phun nước, sân golf thu nhỏ và một loạt các nhà hàng.

## Khí hậu
Sharjah có khí hậu sa mạc nóng (phân loại khí hậu Köppen BWh), với mùa đông ấm áp và mùa hè cực kỳ nóng và ẩm. Lượng mưa nói chung là ít và thất thường, và xảy ra gần như hoàn toàn từ tháng 11 đến tháng 5. Khoảng hai phần ba lượng mưa của năm rơi vào tháng hai và tháng ba.
| Dữ liệu khí hậu của Sharjah              | Dữ liệu khí hậu của Sharjah | Dữ liệu khí hậu của Sharjah | Dữ liệu khí hậu của Sharjah | Dữ liệu khí hậu của Sharjah | Dữ liệu khí hậu của Sharjah | Dữ liệu khí hậu của Sharjah | Dữ liệu khí hậu của Sharjah | Dữ liệu khí hậu của Sharjah | Dữ liệu khí hậu của Sharjah | Dữ liệu khí hậu của Sharjah | Dữ liệu khí hậu của Sharjah | Dữ liệu khí hậu của Sharjah | Dữ liệu khí hậu của Sharjah |
| Tháng                                    | 1                           | 2                           | 3                           | 4                           | 5                           | 6                           | 7                           | 8                           | 9                           | 10                          | 11                          | 12                          | Năm                         |
| ---------------------------------------- | --------------------------- | --------------------------- | --------------------------- | --------------------------- | --------------------------- | --------------------------- | --------------------------- | --------------------------- | --------------------------- | --------------------------- | --------------------------- | --------------------------- | --------------------------- |
| Cao kỉ lục °C (°F)                       | 32.5 (90.5)                 | 34.4 (93.9)                 | 42.1 (107.8)                | 43.2 (109.8)                | 46.4 (115.5)                | 49.2 (120.6)                | 47.8 (118.0)                | 48.2 (118.8)                | 46.0 (114.8)                | 41.4 (106.5)                | 37.2 (99.0)                 | 32.8 (91.0)                 | 49.2 (120.6)                |
| Trung bình ngày tối đa °C (°F)           | 24.2 (75.6)                 | 25.2 (77.4)                 | 28.8 (83.8)                 | 34.0 (93.2)                 | 38.5 (101.3)                | 40.8 (105.4)                | 42.2 (108.0)                | 41.7 (107.1)                | 39.8 (103.6)                | 36.0 (96.8)                 | 30.9 (87.6)                 | 26.2 (79.2)                 | 34.0 (93.3)                 |
| Trung bình ngày °C (°F)                  | 17.6 (63.7)                 | 18.5 (65.3)                 | 21.5 (70.7)                 | 25.7 (78.3)                 | 29.7 (85.5)                 | 32.1 (89.8)                 | 34.2 (93.6)                 | 33.8 (92.8)                 | 31.2 (88.2)                 | 27.8 (82.0)                 | 23.1 (73.6)                 | 19.4 (66.9)                 | 26.2 (79.2)                 |
| Tối thiểu trung bình ngày °C (°F)        | 12.1 (53.8)                 | 12.7 (54.9)                 | 15.3 (59.5)                 | 18.3 (64.9)                 | 21.9 (71.4)                 | 24.6 (76.3)                 | 27.5 (81.5)                 | 27.7 (81.9)                 | 24.3 (75.7)                 | 20.6 (69.1)                 | 16.4 (61.5)                 | 13.5 (56.3)                 | 19.6 (67.2)                 |
| Thấp kỉ lục °C (°F)                      | 3.4 (38.1)                  | 2.5 (36.5)                  | 8.3 (46.9)                  | 10.9 (51.6)                 | 13.0 (55.4)                 | 18.3 (64.9)                 | 21.7 (71.1)                 | 22.2 (72.0)                 | 18.5 (65.3)                 | 13.3 (55.9)                 | 9.2 (48.6)                  | 5.0 (41.0)                  | 2.5 (36.5)                  |
| Lượng Giáng thủy trung bình mm (inches)  | 9.5 (0.37)                  | 34.8 (1.37)                 | 33.0 (1.30)                 | 7.5 (0.30)                  | 1.4 (0.06)                  | 0.0 (0.0)                   | 0.1 (0.00)                  | 0.0 (0.0)                   | 0.0 (0.0)                   | 0.0 (0.0)                   | 5.1 (0.20)                  | 15.5 (0.61)                 | 106.9 (4.21)                |
| Số ngày giáng thủy trung bình (≥ 0.2 mm) | 1.5                         | 3.3                         | 4.0                         | 1.2                         | 0.1                         | 0.0                         | 0.1                         | 0.1                         | 0.0                         | 0.0                         | 0.4                         | 2.0                         | 12.7                        |
| Độ ẩm tương đối trung bình (%)           | 69.0                        | 68.0                        | 64.0                        | 56.0                        | 51.0                        | 56.0                        | 54.0                        | 57.0                        | 62.0                        | 64.0                        | 64.0                        | 69.0                        | 61.2                        |
| Số giờ nắng trung bình tháng             | 244.9                       | 226.8                       | 257.3                       | 294.0                       | 350.3                       | 348.0                       | 331.7                       | 325.5                       | 306.0                       | 300.7                       | 276.0                       | 244.9                       | 3.506,1                     |
| Nguồn: NOAA (1977–1991)                  |                             |                             |                             |                             |                             |                             |                             |                             |                             |                             |                             |                             |                             |

## Vận tải

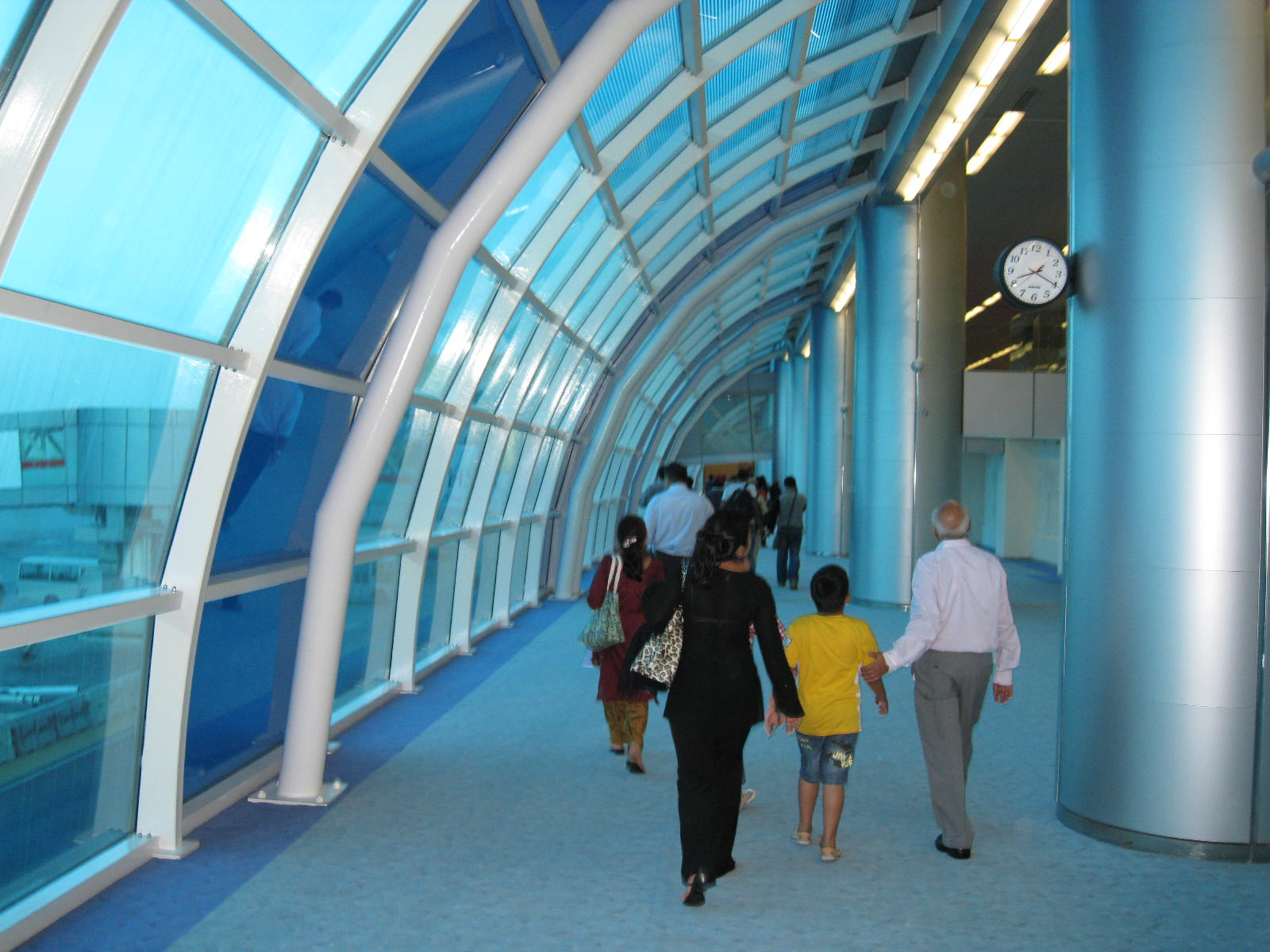
Quang cảnh bên trong sân bay Sharjah.

Thành phố có cơ sở hạ tầng giao thông phát triển hợp lý. Giống như nhiều thành phố lớn, Sharjah gặp vấn đề với tắc nghẽn giao thông trong giờ cao điểm, đặc biệt là các con đường dẫn đến và đi từ Tiểu vương quốc Dubai.
Vai trò của Tập đoàn Giao thông Công cộng Sharjah (SPTC) là củng cố giao thông công cộng, thiết lập các chính sách và tìm giải pháp chiến lược cho giao thông thông suốt, cung cấp dịch vụ vận tải hiện đại và chuyên nghiệp cho hành khách, lái xe ở Sharjah hoặc trên các tuyến của InterCity ở UAE.
Phát triển dịch vụ vận tải ở Sharjah là nhiệm vụ quan trọng và lâu dài. Lập kế hoạch bởi SPTC từ 2008, Tàu điện ngầm Sharjah sẽ là tàu điện ngầm thứ ba tại UAE (sau các thành phố lớn của Dubai và Abu Dhabi) và lên kế hoạch kể từ 2015 là Xe điện Sharjah sẽ là tuyến vận tải thứ hai (sau Xe điện Dubai).

### Hàng không
Sân bay quốc tế Sharjah là trung tâm hàng không của thành phố. Theo thống kê chính thức năm 2015 của Hội đồng Sân bay Quốc tế, sân bay Sharjah là trung tâm vận tải hàng không lớn thứ ba ở Trung Đông về trọng tải hàng hóa. Sân bay quốc tế Sharjah là trụ sở của hãng hàng không giá rẻ Air Arabia. Nó có các chuyến bay hàng ngày kết nối Liban, Jordan, Vương quốc Anh, Hà Lan, Ukraine, Ấn Độ, Ai Cập, Syria, Pakistan, Bangladesh, Ả Rập Saudi, Iran, v.v.

### Đường phố
Có hai loại đường cao tốc chính ở Sharjah, đó là "E" và "S". E đại diện cho những con đường kết nối các tiểu vương quốc khác và S cho những con đường trong các tiểu vương quốc.
Những con đường chính trong tiểu vương quốc Sharjah bao gồm
- E 88 - Đường Al Dhaid nối Tiểu vương quốc Fujairah.
- E 102 - Sharjah - Đường Kalbah - Kết nối Fujairha và Kalba.
- E 303 - Dubai - Sharjah
- E 311 - Đường Sheik Mohammad Bin Zayed - kết nối Dubai, Ajman và RAK.
- E 11 - Đường Al Ithihad - Kết nối Dubai
- E 611 - Đường Emirates - kết nối Dubai, Ajman và RAK
- E 700 - Dubai - Sharjah - Fujairah
- S 12 - Đường Maliha

### Taxi
Tổng công ty Vận tải công cộng Sharjah đang tổ chức và giám sát hoạt động của taxi tại Tiểu vương quốc Sharjah. Dịch vụ taxi Sharjah được cung cấp thông qua các công ty nhượng quyền. Chúng bao gồm tất cả các điểm của Tiểu vương quốc và thành phố, bao gồm trung tâm mua sắm, khu dân cư và sân bay. Sau đây là các nhà khai thác taxi lớn trong các tiểu vương quốc.
- Sharjah Taxi: Khu vực hoạt động - Thành phố Sharjah và khu vực phía Đông.
- Emirates Cab: Khu vực hoạt động - Thành phố Sharjah.
- Taxi thành phố: Khu vực hoạt động - Thành phố Sharjah và khu vực phía Đông.
- Union Taxi: Khu vực hoạt động - Thành phố Sharjah.
- Lợi thế taxi: Khu vực hoạt động - Thành phố Sharjah và khu vực trung tâm.

Tập đoàn vận tải Sharjah cũng cung cấp dịch vụ vận chuyển chia sẻ với mục đích phục vụ một số tuyến nhất định trong thành phố Sharjah theo tỷ lệ cố định cho từng tuyến mà không cần sử dụng đồng hồ. Các tuyến taxi chia sẻ Sharjah được lựa chọn cẩn thận để hỗ trợ những người có thu nhập thấp và đang đáp ứng các khu vực có nhu cầu thường xuyên để di chuyển nhanh giúp giảm bớt tình trạng hỗn loạn giao thông ở Sharjah.

### Intercity Transport
Tập đoàn giao thông công cộng Sharjah điều hành các dịch vụ xe buýt chở khách giữa thành phố Sharjah, Ras Al Khaimah, Khor Fakkan, Kalba, Fujairah, Masafi, Ajman, Umm Al Quwain, Khu tự do Hamriyah, Dhaid, Al Madam, Dibba Al Hisn, Abu Dhabi, Al Ain và Dubai.

## Dịch vụ tiện ích
Các dịch vụ tiện ích trong tiểu vương quốc được cung cấp bởi SEWA (Cơ quan Điện và Nước Sharjah). Họ cung cấp kết nối điện, nước và LPG cho khoảng 2 triệu người tiêu dùng ở các tiểu vương quốc.
Dịch vụ điện thoại trong tiểu vương quốc cả dịch vụ cố định và dịch vụ di động được cung cấp bởi Truyền thông Etislat và Du Ltd.

## Văn hóa
Văn hóa UAE chủ yếu xoay quanh tôn giáo Hồi giáo và văn hóa Ả Rập truyền thống. Ảnh hưởng của văn hóa Hồi giáo và Ả Rập đến kiến trúc, âm nhạc, trang phục, ẩm thực và lối sống cũng rất nổi bật. Năm lần mỗi ngày, người Hồi giáo được kêu gọi cầu nguyện từ các nhà thờ Hồi giáo nằm rải rác khắp đất nước. Kể từ năm 2006, cuối tuần là Thứ Sáu-Thứ Bảy, như một sự thỏa hiệp giữa sự thánh thiện của Thứ Sáu đối với người Hồi giáo và cuối tuần phương Tây là Thứ Bảy-Chủ Nhật.
Người cai trị Sharjah đã ra lệnh thành lập một số tổ chức văn hóa. Các dự án bao gồm bảo tồn di sản văn hóa, tương tác tích cực với các nền văn hóa khác, xây dựng bảo tàng và các trung tâm văn hóa, khoa học và nghệ thuật khác ở Tiểu vương quốc và thiết lập một kênh truyền hình vệ tinh phản ánh và dự án giá trị của văn hóa.
Năm 1998, Sharjah đã được UNESCO trao danh hiệu "Thủ đô văn hóa của thế giới Ả Rập bởi UNESCO đại diện cho Các Tiểu vương quốc Ả Rập Thống nhất. Sharjah đã giữ cho tinh thần của lịch sử của mình tồn tại bằng cách kết hợp truyền thống vào mọi khía cạnh của sự phát triển đương đại.
Một dự án di sản văn hóa, Heart of Sharjah, đã được thực hiện để bảo tồn và khôi phục thị trấn cổ Sharjah và đưa nó trở lại trạng thái của những năm 1950. Một dự án gồm 5 giai đoạn dự định hoàn thành vào năm 2025, dự án này được thực hiện bởi Cơ quan Đầu tư và Phát triển Sharjah, Shurooq, cùng với Viện Di sản Sharjah, Cục Bảo tàng Sharjah và Quỹ Nghệ thuật Sharjah.
Hội chợ sách quốc tế Sharjah là một sự kiện văn hóa được tổ chức hàng năm tại Sharjah. Nó bắt đầu vào năm 1982 và bây giờ nó thu hút các nhà xuất bản, độc giả và diễn giả từ khắp nơi trên thế giới.

## Kinh tế

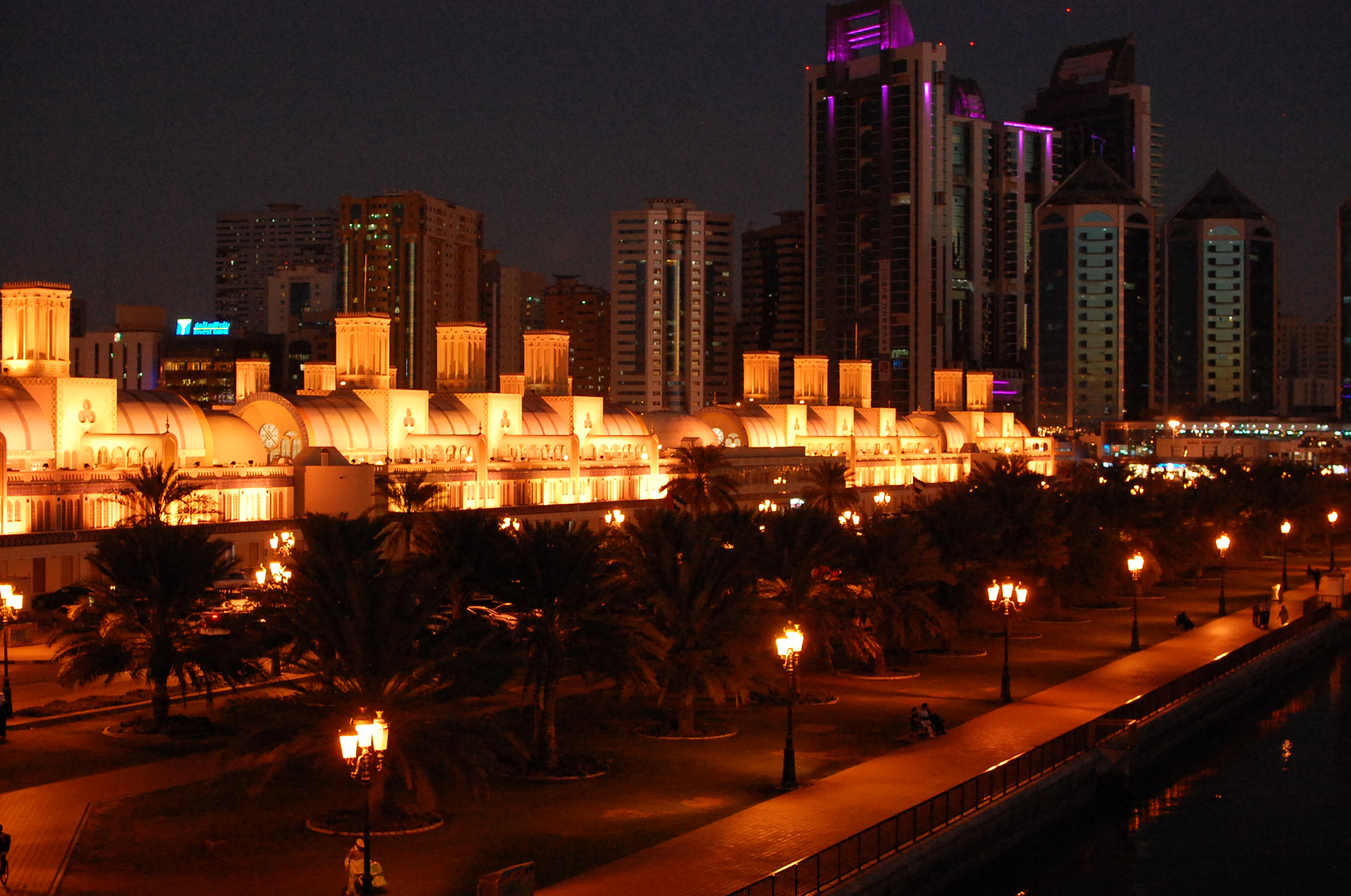
Chợ Al Markazi về đêm

Sharjah là nơi đặt trụ sở của Air Arabia, hãng hàng không giá rẻ đầu tiên ở Trung Đông, hoạt động ở Trung Đông, Châu Á và Châu Âu. Trụ sở chính nằm trong Trung tâm vận chuyển hàng hóa Sharjah tại sân bay quốc tế Sharjah.
Khu tự do sân bay quốc tế Sharjah, thường được gọi là Khu vực SAIF, là một trong những khu vực thương mại tự do nổi bật ở UAE. Hơn 6000 công ty hoạt động từ Khu SAIF. Chi phí thành lập doanh nghiệp ở Sharjah ít hơn bất kỳ tiểu vương quốc nào khác của UAE và trọng tâm của công nghiệp hóa trong những năm gần đây đã biến Sharjah thành một trung tâm thương mại. Nhờ sở hữu 100% vốn nước ngoài, hồi vốn, lợi nhuận, miễn thuế thu nhập và thuế doanh nghiệp, Khu SAIF đã thu hút các nhà đầu tư từ hơn 90 quốc gia.

### Khu tự do Hamriyah
Khu tự do Hamriyah: Được thành lập vào năm 1995, nó mang đến cơ hội cạnh tranh và duy nhất để thành lập doanh nghiệp trong môi trường miễn thuế, sở hữu công ty đầy đủ, miễn mọi khoản thuế thương mại và hồi hương vốn và lợi nhuận. Khu vực tự do cho phép tiếp cận cảng nước sâu 14 mét và bến cảng sâu bên trong 6 mét.

## Nhân khẩu học
Theo điều tra dân số năm 2015 do Bộ Thống kê và Phát triển cộng đồng ở Sharjah thực hiện, tổng dân số của tiểu vương quốc này là 1,40 triệu. Người nước ngoài chiếm 87% tổng dân số. Theo điều tra dân số, tổng số người dân Dubai chỉ là 175.432. Mật độ dân số của tiểu vương quốc là 341 người trên km².
Giống như phần còn lại của UAE, tiếng Ả Rập là ngôn ngữ chính thức của tiểu vương quốc. Tiếng Anh được sử dụng như ngôn ngữ thứ hai; các ngôn ngữ như Tagalog và của Nam Á như tiếng Hindi, tiếng Urdu, Malayalam được cư dân của các tiểu vương quốc sử dụng rộng rãi. Hồi giáo là tôn giáo chiếm ưu thế tại Tiểu vương quốc Sharjah.

## Giáo dục
Tiểu vương quốc có một số trường công lập và tư thục ngoài ra còn có các trường đại học ở Sharjah, bao gồm Đại học Sharjah, Đại học Hoa Kỳ Sharjah, Đại học Skyline Sharjah, Trường Quản lý Westford, Trường Kinh doanh và Tài chính Exeed, và Trường Cao đẳng Phụ nữ Sharjah. Một số trong những trường đại học này nằm trong một khu vực được gọi là Thành phố Đại học. Các trường tư thục trong thành phố bao gồm Trường Ấn Độ Sharjah, Trường Anh ngữ Sharjah, Trường Quốc gia Emirates, Trường Cộng đồng Hoa Kỳ Sharjah, Trường Quốc tế Choueifat, Sharjah, Trường trung học Sharjah, Trường tư thục DPS Delhi, Trường Anh ngữ vùng Vịnh, Trường trung học Our Own English và trường khoa học sáng tạo của Mỹ.

## Y tế
Chăm sóc sức khỏe ở Sharjah có thể được chia thành hai lĩnh vực khác nhau, Công cộng và Tư nhân. Các bệnh viện công trong các tiểu vương quốc được quản lý bởi Chính phủ Sharjah thông qua Bộ Y tế.
Tiểu vương quốc cũng có 9 trung tâm y tế công cộng để cung cấp các dịch vụ chăm sóc sức khỏe ban đầu.
Danh sách các bệnh viện công ở Sharjah:
- Bệnh viện Al Qasimi.
- Bệnh viện Al Kuwaiti.

Danh sách các bệnh viện tư nhân ở Sharjah:
- Bệnh viện Saudi German - Sharjah Lưu trữ ngày 9 tháng 4 năm 2019 tại Wayback Machine
- Bệnh viện Medcare - Sharjah
- Bệnh viện tư Al Zahra
- Bệnh viện Zulekha
- Bệnh viện Đại học Sharjah Lưu trữ ngày 27 tháng 7 năm 2021 tại Wayback Machine
- Bệnh viện Royal - Đã đóng cửa
- Bệnh viện tư Trung tâm
- Trung tâm y tế Ibin Sina
- Trung tâm chuyên khoa bác sĩ Ả Rập

## Thể thao

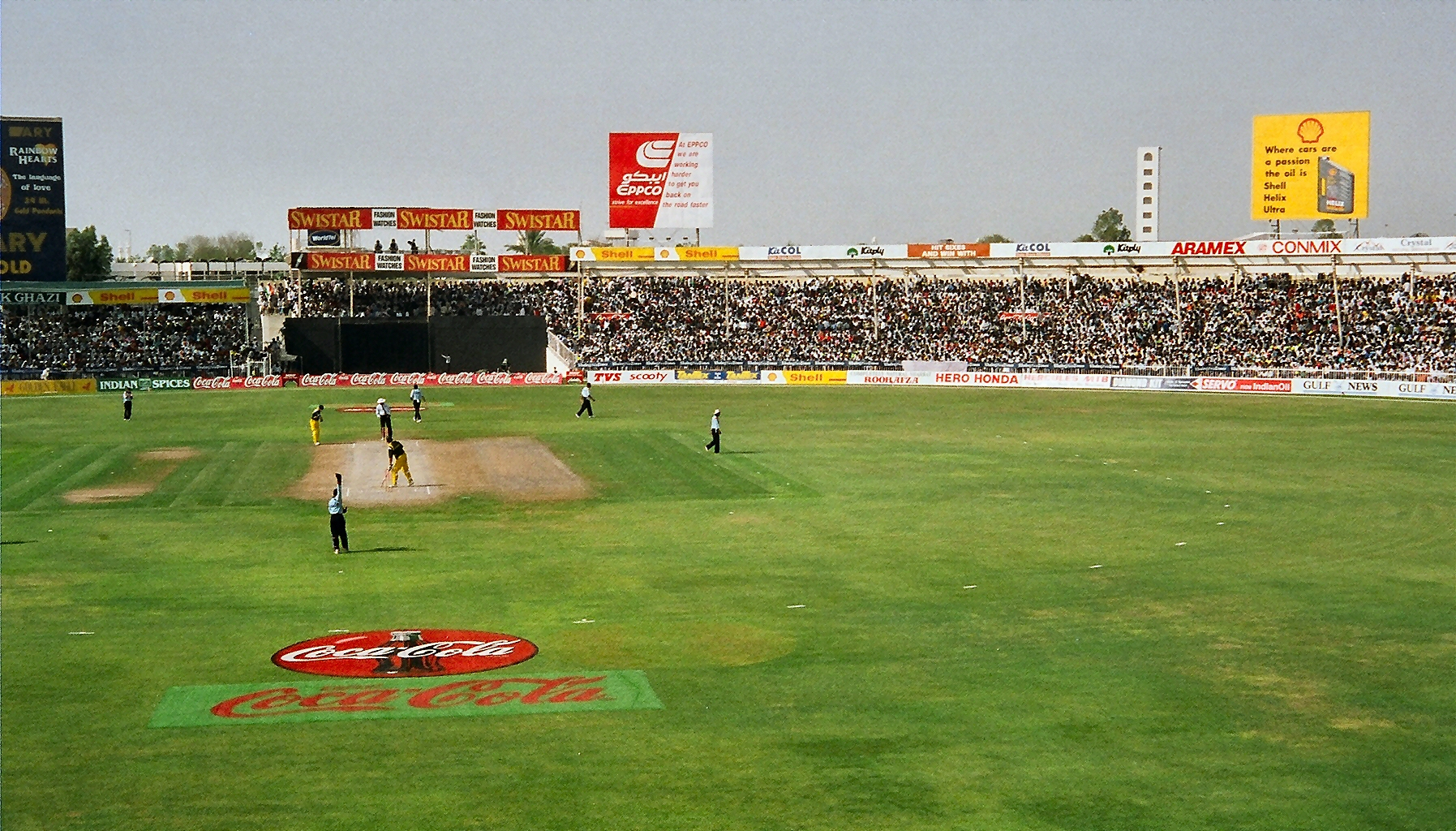
One Day International ở Sharjah vào năm 1998 (Úc đấu với Ấn Độ)

Sân vận động cricket Sharjah đã tổ chức gần 218 trận cricket One Day International, nhiều hơn bất kỳ nơi nào khác và 4 trận Test cricket. Các câu lạc bộ bóng đá bao gồm Al Sharjah và Al-Shaab ở Giải hạng nhất và Al Hemriah, Al Khaleej và Dibba ở giải đấu thứ 2 thi đấu tại đây.

### Câu lạc bộ bóng đá có trụ sở tại Sharjah
- Al-Shaab SC
- Sharjah FC
- Al-Ittihad Kalba SC
- FC Dhaid
- Câu lạc bộ Dibba Al Hisn
- Câu lạc bộ Khor Fakkan
- Câu lạc bộ al Hamriya[25]

Ngoài ra, các nhà tổ chức của Sharjah Grand Prix tổ chức Giải vô địch Powerboating Thế giới Công thức 1 hàng năm tại Al Buhaira Corniche, Sharjah. Năm 2005, nó được tổ chức dưới sự bảo trợ của Sheikh Sultan Bin Mohammad Bin Sultan Al Qasimi, Thái tử và Phó nhà cai trị của Sharjah.

## Thành phố kết nghĩa
Sharjah kết nghĩa với các thành phố:
- Granada, Tây Ban Nha[26]

## Hình ảnh

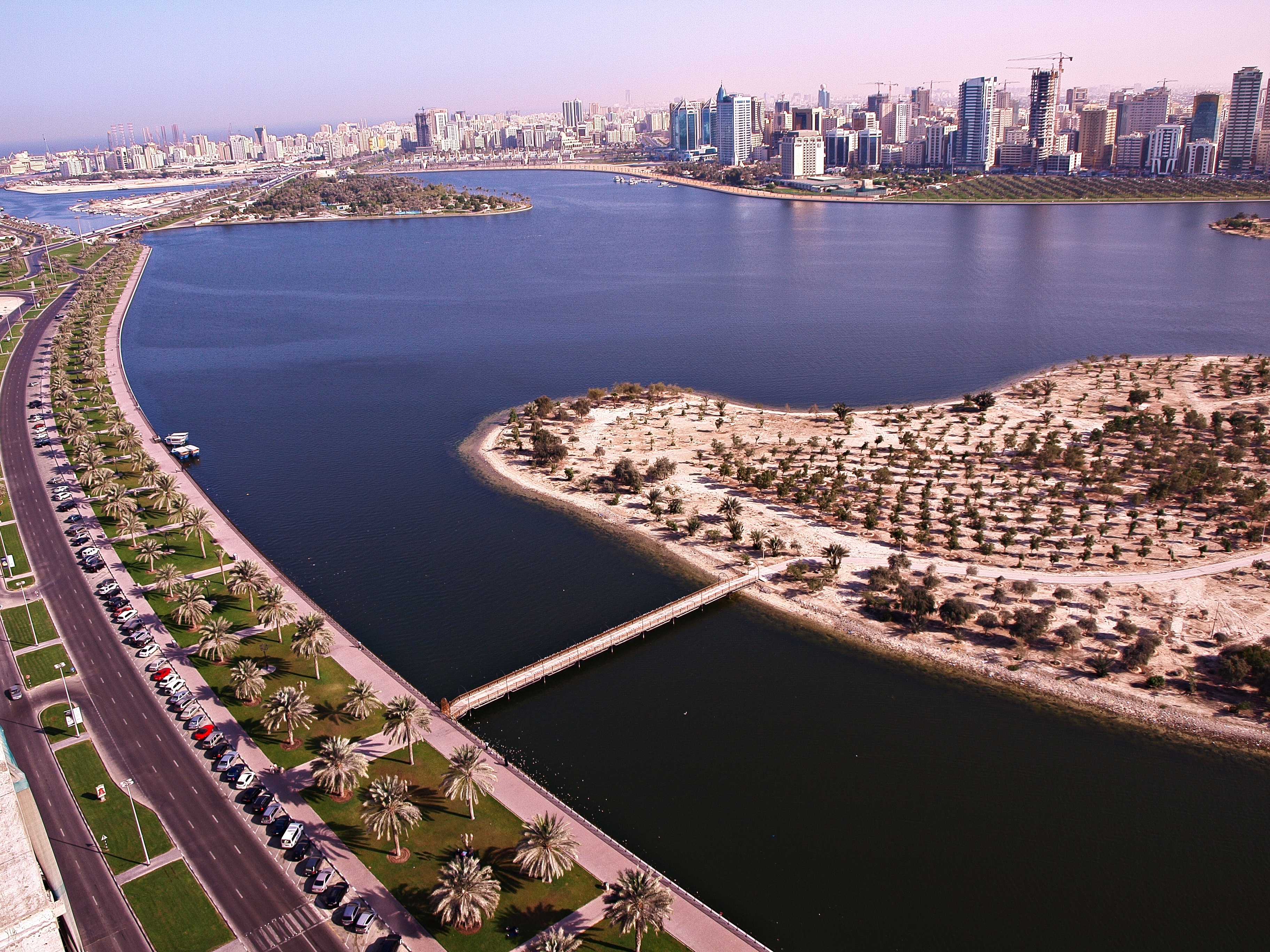
Buhairah Corniche có nhiều khách sạn cao cấp. Cơ quan phát triển du lịch thương mại Sharjah cũng nằm dọc theo bờ biển.
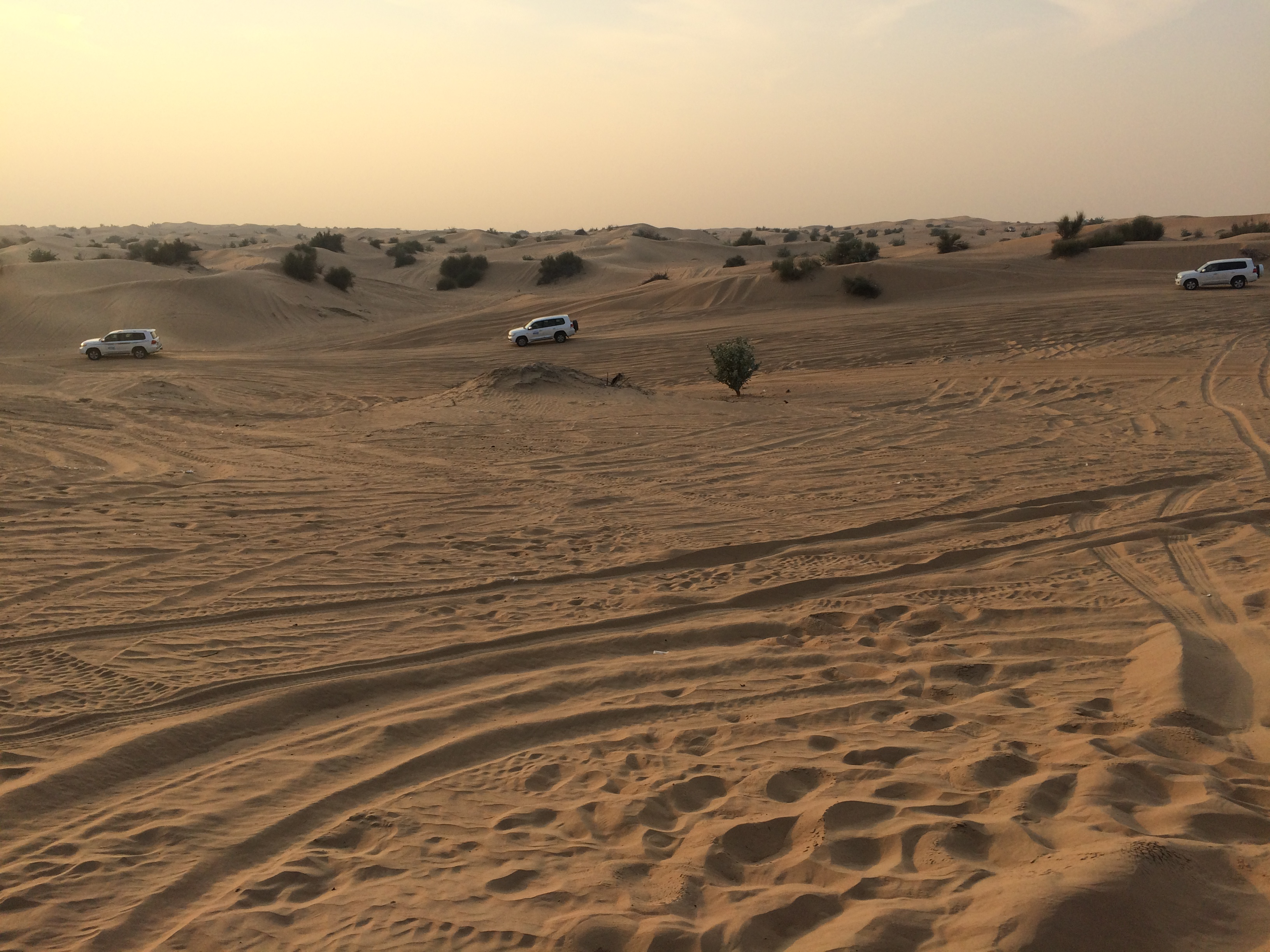
Xe địa hình trong sa mạc Sharjah.
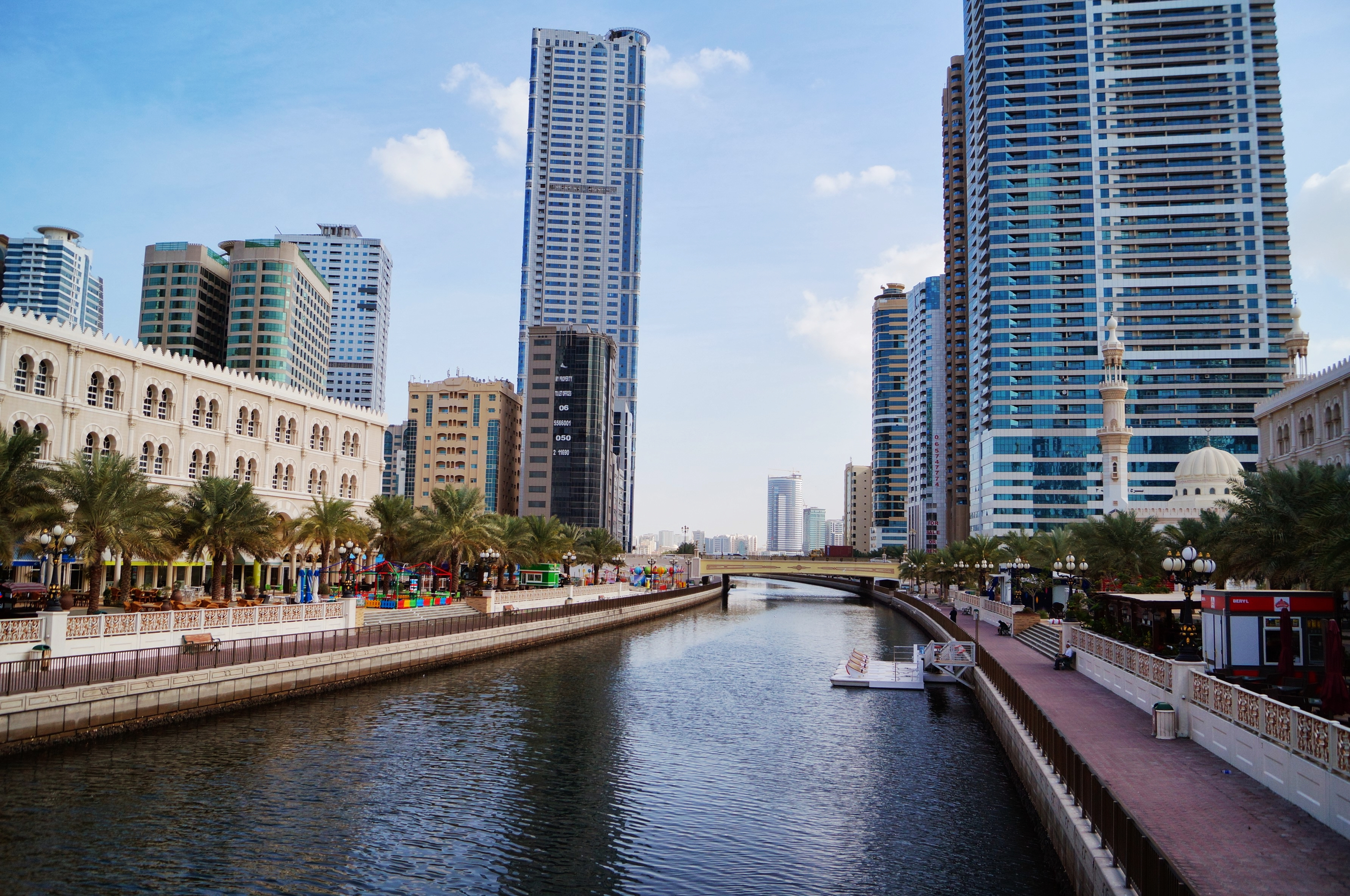
Kênh Al-Qasba.
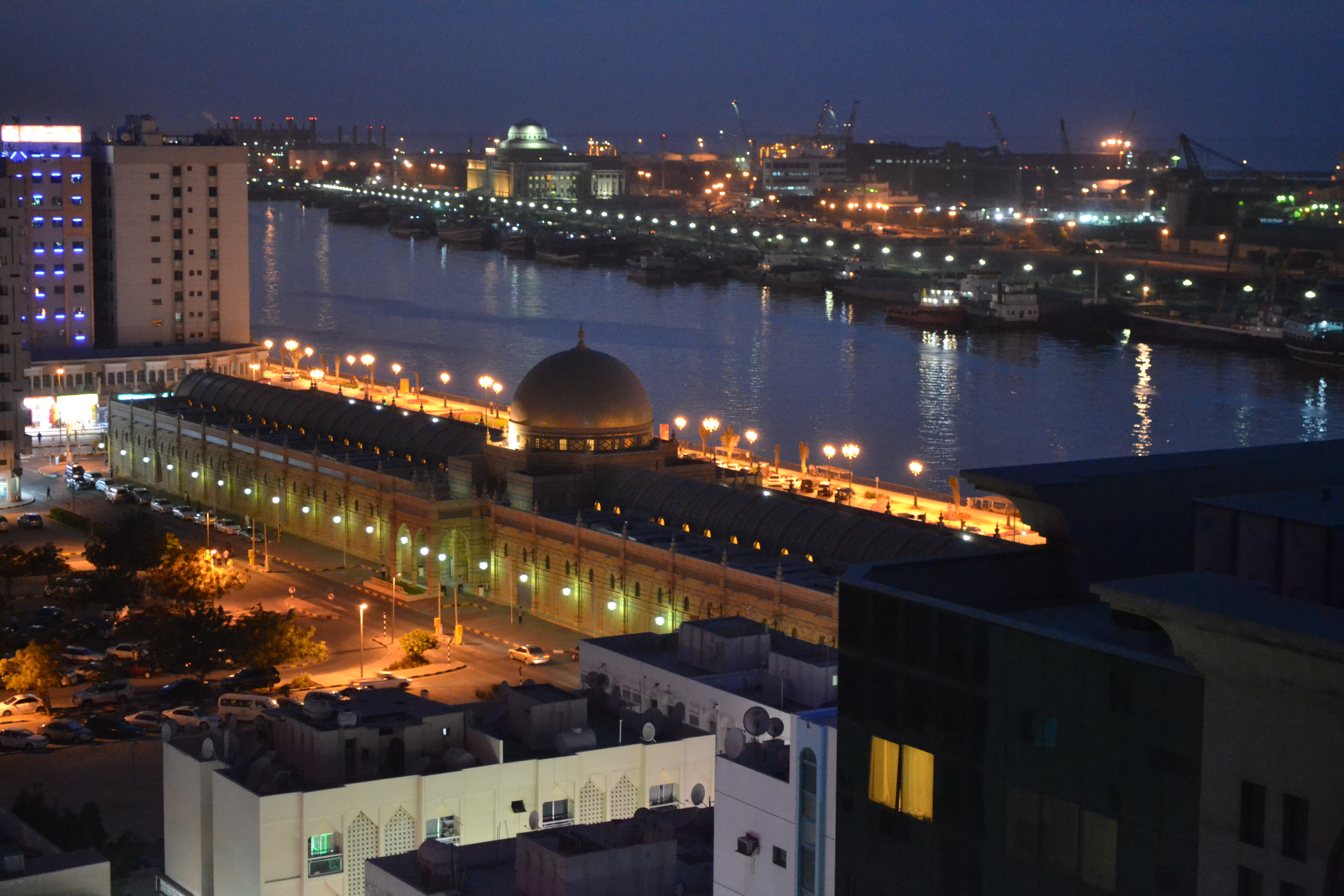
Bảo tàng Văn minh Hồi giáo Sharjah, nằm ở Al Nabba.
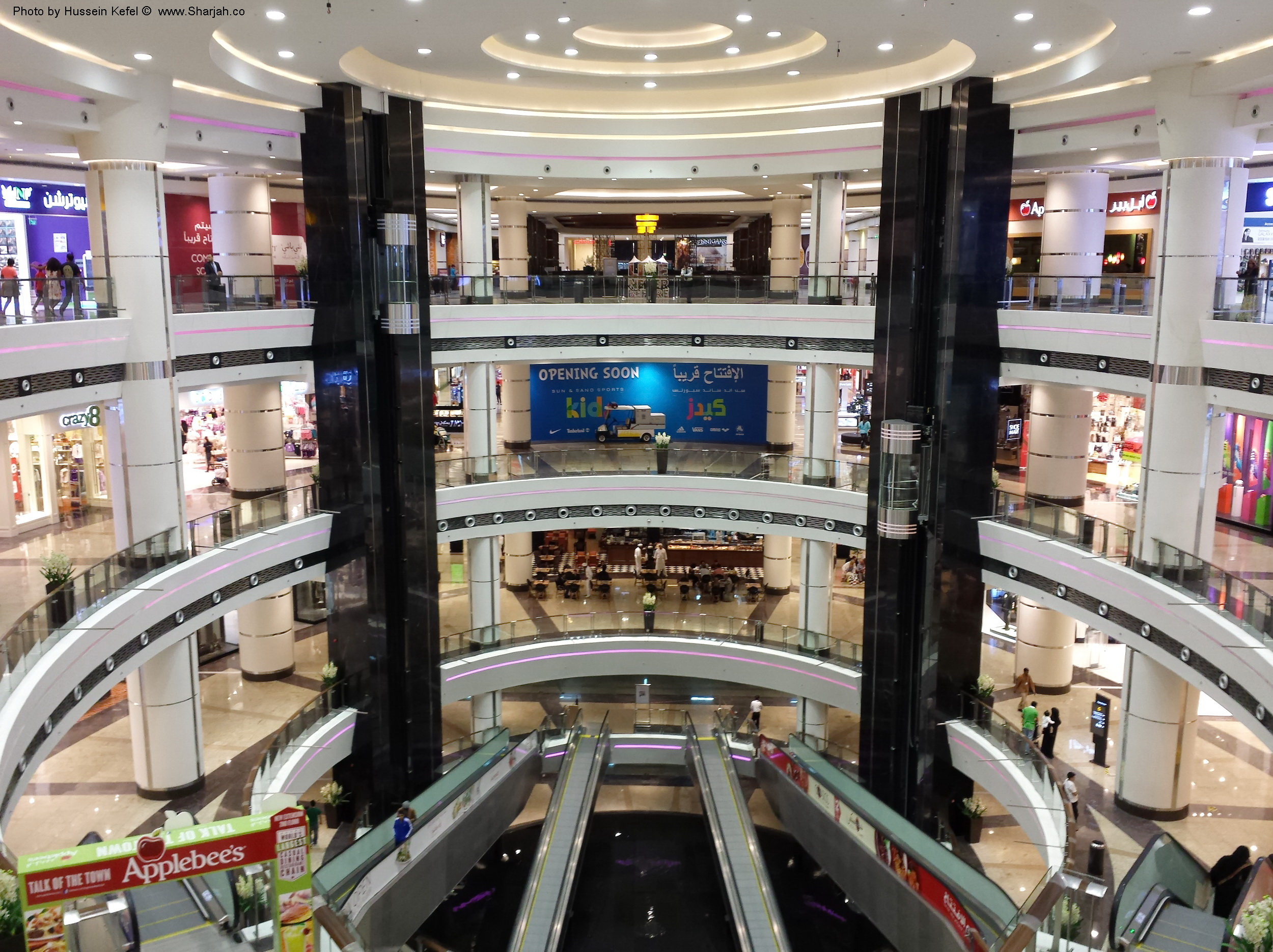
Nội thất của Trung tâm Sahara, một trong những trung tâm lớn nhất ở Sharjah.
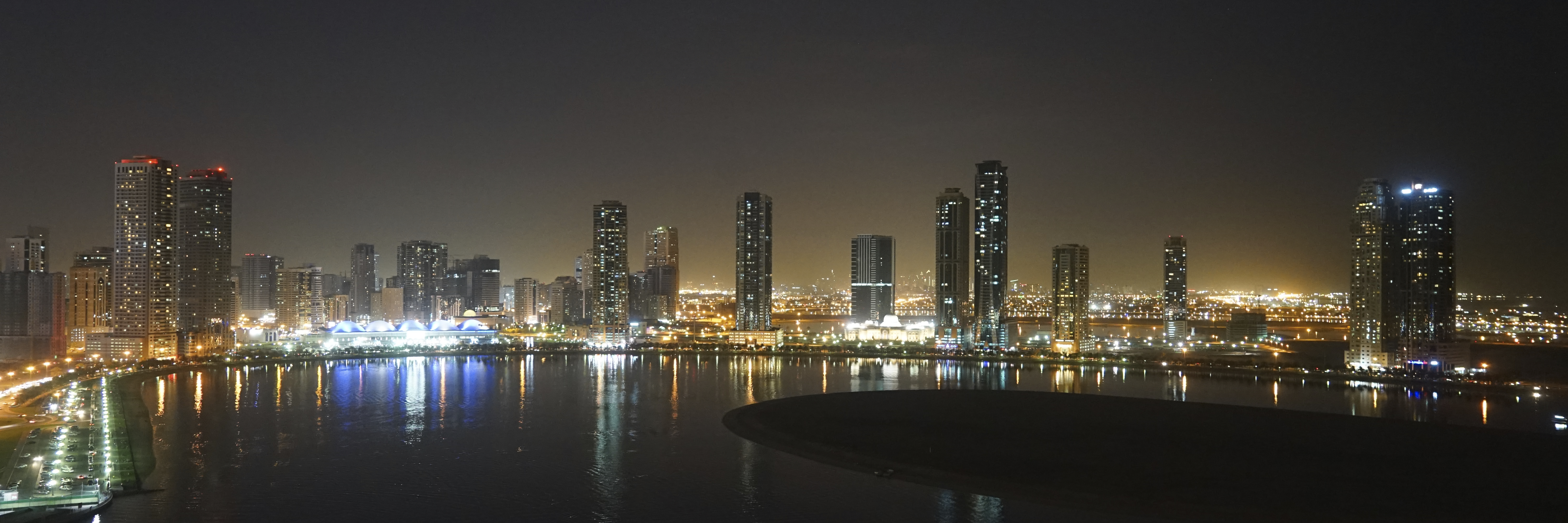
Toàn cảnh đầm phá Al Khan nhìn về phía nam vào ban đêm.
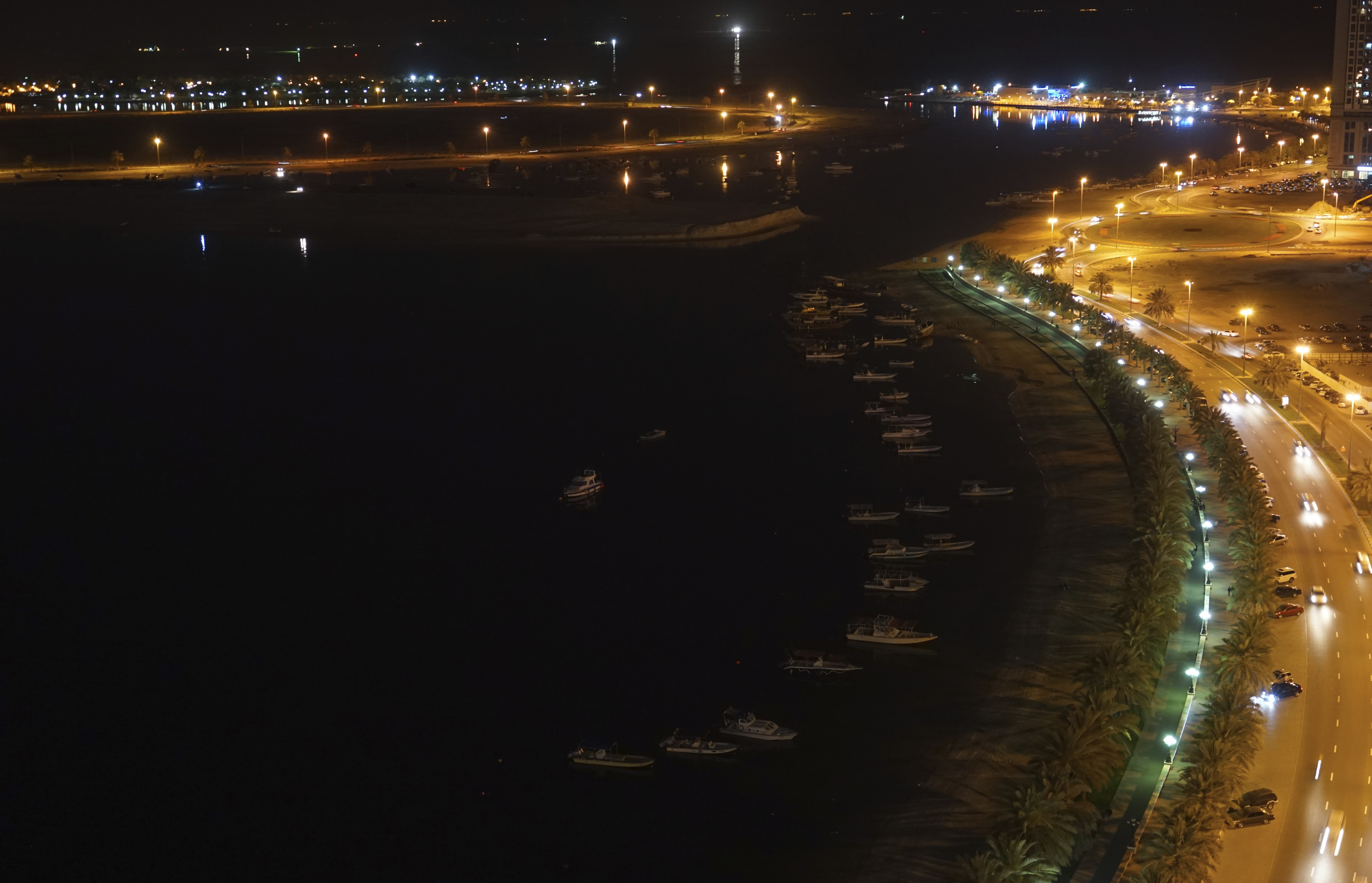
Cảnh về đêm của những chiếc thuyền cập bến vào bờ phía đông của đầm Al Khan.
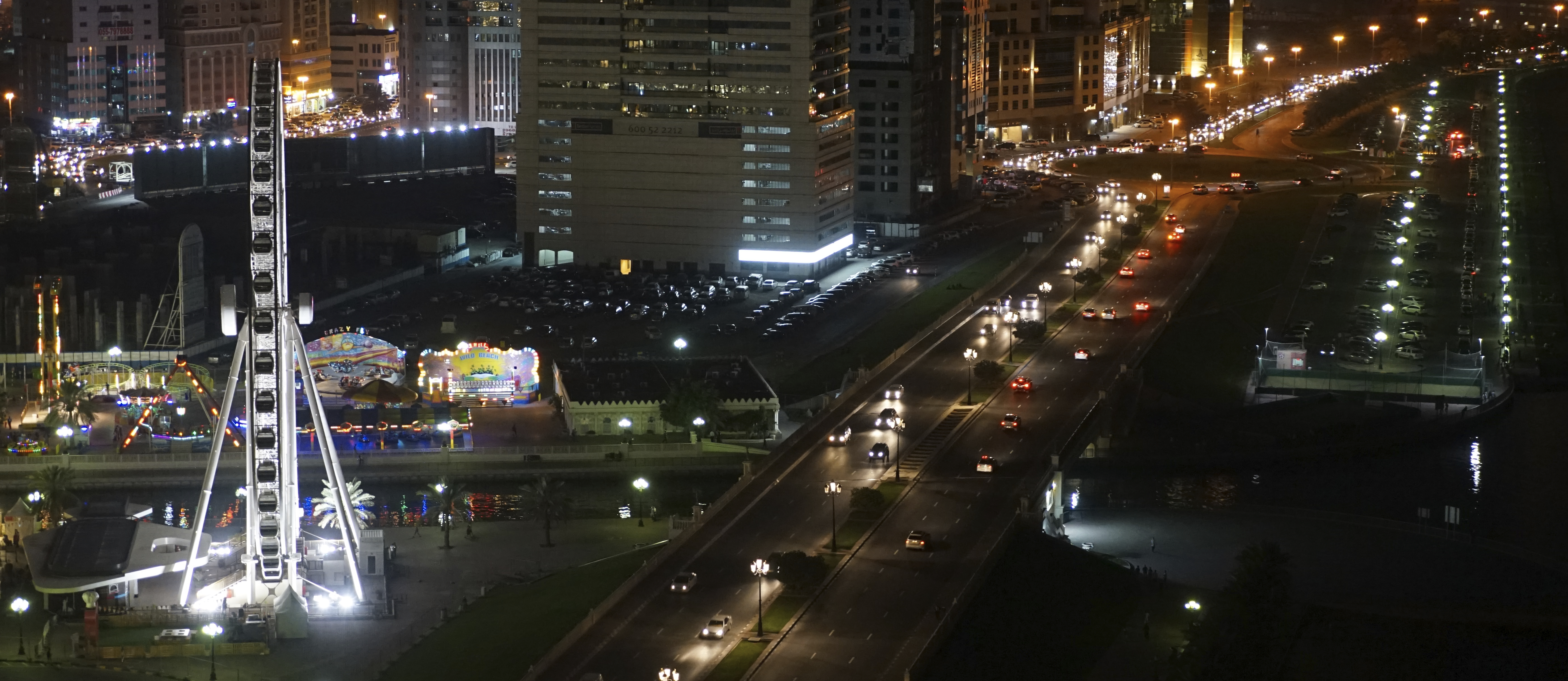
Eye of the Emirates và kênh Al Qasba về đêm.
Toàn cảnh trung tâm hội chợ triển lãm Sharjah về đêm.Toàn cảnh trung tâm hội chợ triển lãm Sharjah về đêm.
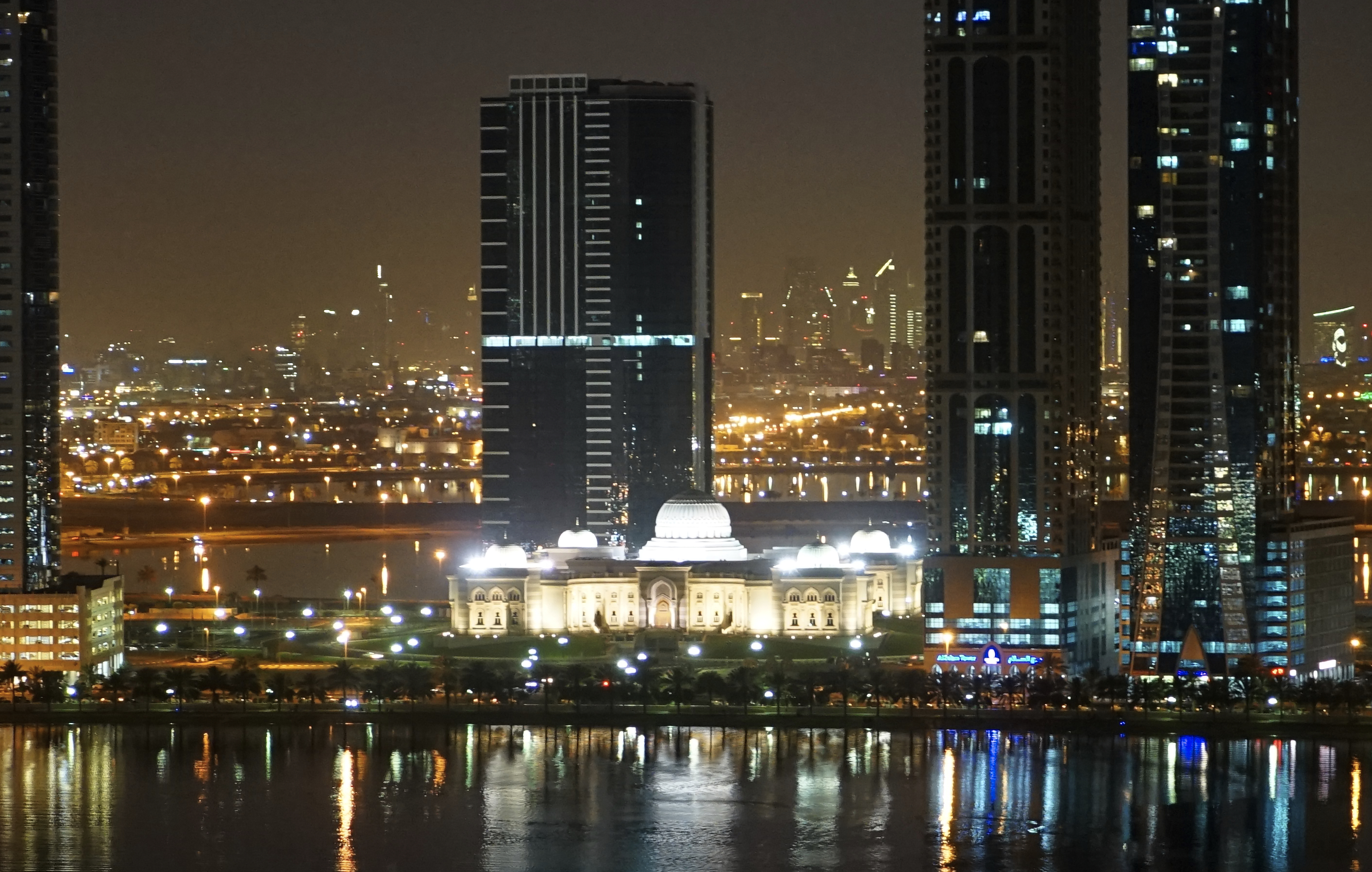
Cảnh về đêm của Phòng Thương mại Sharjah mới.